# Hoằng Chiêm
Hoằng Chiêm (chữ Hán: 弘曕; 9 tháng 5 năm 1733 - 27 tháng 4 năm 1765), Ái Tân Giác La , hiệu Kinh Xa đạo nhân (经畬道人), Ích Thọ chủ nhân (益寿主人) và Tự Đắc cư sĩ (自得居士), là Hoàng tử thứ 10, nhưng lại là thứ 6 trong hàng số đếm của Thanh Thế Tông Ung Chính Đế.

## Tiểu sử
Hoàng tử Hoằng Chiêm chào đời vào giờ Hợi, ngày 26 tháng 3 (âm lịch) năm Ung Chính thứ 11 (1733), sinh mẫu là Khiêm phi. Ông được giáo dục chu đáo, có sở thích sưu tập sách vở, trong phủ mở ra Danh Thiện đường (名善堂). Do khi còn nhỏ ông được nuôi lớn ở Viên Minh Viên, nên cũng được gọi là Viên Minh viên A ca (圓明園阿哥).
Năm Càn Long thứ 3 (1738), tháng 2, Càn Long Đế lấy ông làm con Thừa tự cho Quả Nghị Thân vương Dận Lễ - con trai thứ 17 của Khang Hi Đế, sau đó ông được phong làm Hòa Thạc Quả Thân vương (和碩果親王). Ông nhiều lần đảm nhiệm quản lý Võ Anh điện, Viên Minh viên Bát kỳ cùng Đô thống của Mông Cổ Chính Bạch kỳ. Năm thứ 28 (1763), ông cùng với bọn buôn muối là Cao Hằng tham ô và chiếm đoạt tài sản của dân. Sự việc bại lộ, ông bị giáng phong Bối lặc (贝勒), vĩnh viễn mất đi bổng lộc.
Năm thứ 30 (1765), tháng 2, lại một lần nữa phong Đa La Quả Quận vương (多罗果郡王). Cùng năm đó ngày 8 tháng 3 (âm lịch), ông qua đời vì bệnh, hưởng dương 33 tuổi. Thuỵ hiệu đầy đủ là Quả Cung Quận vương (果恭郡王). Mộ phần của ông là khu vực Hạ Nhạc Các trang (下岳各庄), tại huyện Dễ, tỉnh Hà Bắc.

## Tương quan
Là con trai thứ 6 của Ung Chính Đế, Hoàng tử Hoằng Chiêm được nhận xét rất giỏi thi thơ, lại còn giỏi viết lối chữ Khải, khi nhàn nhã sưu tầm sách, nơi sưu tập là Tự Đắc viên (自得園) khá có tiếng đương thời. Ông cũng sáng tác thơ, có “Minh thịnh tập” (鳴盛集) và “Kinh Dư trai thi sao” (經畬齋詩鈔).
Sách Thanh sử cảo chép lại, khi Hoằng Chiêm bị biếm truất tước thì có ý hậm hực, khi hấp hối thì Càn Long Đế từng có ghé qua thăm bệnh, Hoằng Chiêm đã chắp tay hối lỗi. Tuy nhiên căn cứ Thanh thực lục triều Càn Long, vào thời điểm Hoằng Chiêm qua đời, Càn Long Đế đang thực hiện chuyến Nam tuần từ tháng giêng, cũng là chuyến Nam tuần mà xảy ra sự việc cắt tóc của Kế Hoàng hậu, mãi đến tháng 4 mới về.

## Gia quyến

### Thê thiếp
- Đích Phúc tấn: Phạm Giai thị (范佳氏), Hán quân Tương Hoàng kỳ, con gái của Giám sát Ngự sử Phạm Hồng Tân (范鴻賓).
- Trắc Phúc tấn: Trương Giai thị (張佳氏), con gái của Trương Cản Sinh (張趕生).
- Thứ Phúc tấn: Lưu Giai thị (劉佳氏), con gái của Lưu Triệu Lộc (劉兆祿).

### Hậu duệ
1. Vĩnh Tú (永瑹; 1752 - 1789), mẹ là Đích Phúc tấn Phạm Giai thị. Năm 1765 được tập tước Quả Thân vương (果親王). Sau khi qua đời được truy thụy Quả Giản Quận vương (果簡郡王). Có bốn con trai.
2. Vĩnh Xán (永燦; 1753 - 1810), mẹ là Đích Phúc tấn Phạm Giai thị. Năm 1775 được phong làm Đầu đẳng Trấn quốc Tướng quân (頭等鎭國將軍). Có bốn con trai.
3. Vĩnh Nạp (永納; 1762 - 1767), mẹ là Thứ Phúc tấn Lưu Giai thị. Chết yểu.